# 2006年欧洲热浪
2006年欧洲热浪指自2006年6月末在一些欧洲国家开始的极端高温天气。受到热浪袭击的国家包括英国、法国、比利时、荷兰、卢森堡、意大利、波兰、捷克、匈牙利、德国和俄罗斯西部地区。其中荷兰，比利时，德国，爱尔兰以及英国的2006年7月份是有记录以来最热的一个月。